# ローラ・T96/00
ローラ・T96/00 (Lola T96/00) は、ローラが設計・製造したオープンホイールレーシングカーである。1996年のインディカー・シーズンで使用された。前モデル「T95/00」よりも若干戦闘力が増し、シーズン8勝を挙げた。主に800–850 hp (600–630 kW) 発生するフォード・コスワース XBターボエンジンの他に、メルセデス・ベンツ IC108やホンダ・ターボ・インディV8を搭載していた。